# Waka Flocka Flame
Juaquin Bertholimule Malphurs (New York City, New York, SAD, 31. svibnja 1986.), poznatiji po svom umjetničkom imenu Waka Flocka Flame je američki reper i tekstopisac. Trenutno ima potpisan ugovor za diskografske kuće 1017 Brick Squad Records i Warner Bros. Records. Karijeru je započeo debitantskim studijskim albumom Flockaveli iz 2010. godine na kojem se nalaze četiri singla. Svoj drugi studijski album objavio je u lipnju 2012. godine pod nazivom Triple F Life: Friends, Fans and Family.

## Životopis

### Raniji život
Juaquin Bertholimule Malphurs rođen je 1986. godine u Južnoj Jamajci, Queensu, New Yorku. Kasnije se njegova obitelj preselila u Riverdale, Georgiju. Waka je sin Debre Antney, bivše menadžerice repera Gucci Manea i predsjednice diskografskih kuća So Icey i Mizay Entertainment. Ime "Waka" mu je dao njegov rođak, čuvši frazu "Waka Waka" koju je uvijek govorio Fozzie Bear, lik iz serije The Muppets. Ime "Flocka Flame" mu je dao reper Gucci Mane kojeg poznaje od svoje 19. godine. Waka je pozirao nag za tvrtku PETA, protiv ubijanja životinja. Naslov slike je "Ink not Mink". Dizajn slike sličan je pozadini njegovog debitantskog albuma Flockaveli.

### Flockaveli(2009. – 2010.)
Waka Flocka Flame proslavio se 2009. godine svojim debitantskim singlom "O Let's Do It", koji je na top ljestvici Billboard Hot 100 debitirao na poziciji broj 62. Waka Flocka Flame je član hip hop grupe 1017 Brick Squad, zajedno s Gucci Maneom, OJ da Juicemanom, Frenchijem, Wooh Da Kidom i Slim Dunkinom. 19. siječnja 2010. godine Waka je upucan i opljačkan u autopraonici u Atlanti. Metak je prošao kroz njegovu desnu ruku. Svoj debitantski album Flockaveli je objavio 5. listopada 2010. godine. Gostovao je na pjesmi "Throw It Up, Pt. 2 (Remix)" s albuma Crunk Rock Lil Jona. Album Flockaveli je na top ljestvici Billboard 200 debitirao na poziciji broj 6. Najuspješniji singl s albuma je "No Hands" koji je zaradio zlatnu certifikaciju, te 13. poziciju na top ljestvici Billboard Hot 100. Kasnije ga je MTV proglasio najboljim osmim izvođačem 2010. godine.

## Diskografija
- Flockaveli (2010.)
- Triple F Life: Friends, Fans and Family (2011.)

## Vanjske poveznice
- Službena stranica Arhivirana inačica izvorne stranice od 13. svibnja 2012. (Wayback Machine)
- Waka Flocka Flame na Twitteru
- Waka Flocka Flame na MySpaceu
- Waka Flocka Flame na Allmusicu